# Europees kampioenschap badminton voor gemengde teams 2013
Het 22ste Europees kampioenschap badminton voor gemengde teams werd gehouden van 12 februari tot en met 17 februari 2013 in Ramenskoje, Rusland.
Het toernooi wordt georganiseerd door Badminton Europe . De loting van het toernooi vond plaats op 12 december 2012.
De titelverdediger is Denemarken.

## Groepsfase
| legenda | legenda                         |
| ------- | ------------------------------- |
|         | Groepswinnaars naar kwartfinale |
|         | Overige teams uitgeschakeld.    |

### Groep 1
| Team       | Punten | Gespeeld | Gew | Ver | +  | - | S   |
| ---------- | ------ | -------- | --- | --- | -- | - | --- |
| Denemarken | 2      | 2        | 2   | 0   | 10 | 0 | +10 |
| Turkije    | 1      | 2        | 1   | 1   | 4  | 6 | -2  |
| Noorwegen  | 0      | 2        | 0   | 2   | 1  | 9 | -8  |

### Groep 2
| Team      | Punten | Gespeeld | Gew | Ver | + | - | S  |
| --------- | ------ | -------- | --- | --- | - | - | -- |
| Duitsland | 2      | 2        | 2   | 0   | 9 | 1 | +8 |
| Spanje    | 1      | 2        | 1   | 1   | 5 | 5 | 0  |
| Estland   | 0      | 2        | 0   | 2   | 1 | 9 | -8 |

### Groep 3
| Team      | Punten | Gespeeld | Gew | Ver | + | - | S  |
| --------- | ------ | -------- | --- | --- | - | - | -- |
| Rusland   | 2      | 2        | 2   | 0   | 9 | 1 | +8 |
| Bulgarije | 1      | 2        | 1   | 1   | 5 | 5 | 0  |
| IJsland   | 0      | 2        | 0   | 2   | 1 | 9 | -8 |

### Groep 4
| Team     | Punten | Gespeeld | Gew | Ver | +  | - | S   |
| -------- | ------ | -------- | --- | --- | -- | - | --- |
| Engeland | 2      | 2        | 2   | 0   | 10 | 0 | +10 |
| Litouwen | 1      | 2        | 1   | 1   | 4  | 6 | -2  |
| Letland  | 0      | 2        | 0   | 2   | 1  | 9 | -8  |

### Groep 5
| Team        | Punten | Gespeeld | Gew | Ver | +  | -  | S   |
| ----------- | ------ | -------- | --- | --- | -- | -- | --- |
| Nederland   | 3      | 3        | 3   | 0   | 15 | 0  | +15 |
| Zwitserland | 2      | 3        | 2   | 1   | 9  | 6  | +3  |
| Hongarije   | 1      | 3        | 1   | 2   | 5  | 10 | -5  |
| Luxemburg   | 0      | 3        | 0   | 3   | 1  | 14 | -13 |

### Groep 6
| Team      | Punten | Gespeeld | Gew | Ver | +  | -  | S   |
| --------- | ------ | -------- | --- | --- | -- | -- | --- |
| Frankrijk | 3      | 3        | 3   | 0   | 11 | 4  | +7  |
| Ierland   | 2      | 3        | 2   | 1   | 10 | 5  | +5  |
| Finland   | 1      | 3        | 1   | 2   | 8  | 7  | +1  |
| Israël    | 0      | 3        | 0   | 3   | 1  | 14 | -13 |

### Groep 7
| Team        | Punten | Gespeeld | Gew | Ver | +  | -  | S   |
| ----------- | ------ | -------- | --- | --- | -- | -- | --- |
| Oekraïne    | 2      | 3        | 2   | 1   | 11 | 4  | +7  |
| Zweden      | 2      | 3        | 2   | 1   | 9  | 6  | +3  |
| België      | 2      | 3        | 2   | 1   | 9  | 6  | +3  |
| Wit-Rusland | 0      | 3        | 0   | 3   | 1  | 14 | -13 |

### Groep 8
| Team      | Punten | Gespeeld | Gew | Ver | +  | -  | S   |
| --------- | ------ | -------- | --- | --- | -- | -- | --- |
| Schotland | 3      | 3        | 3   | 0   | 13 | 2  | +11 |
| Tsjechië  | 2      | 3        | 2   | 1   | 12 | 3  | +9  |
| Slovenië  | 1      | 3        | 1   | 2   | 5  | 10 | -5  |
| Wales     | 0      | 3        | 0   | 3   | 0  | 15 | -15 |

## Knock-outfase
|  | Kwartfinale 15 februari | Kwartfinale 15 februari |            |   | Halve finale 16 februari | Halve finale 16 februari |  |  | Finale 17 februari | Finale 17 februari |
|  |                         |                         |            |   |                          |                          |  |  |                    |                    |
|  |                         |                         |            |   |                          |                          |  |  |                    |                    |
|  |                         |                         |            |   |                          |                          |  |  |                    |                    |
|  |                         |                         |            |   |                          |                          |  |  |                    |                    |
|  | Denemarken              | 3                       |            |   |                          |                          |  |  |                    |                    |
|  | Denemarken              | 3                       |            |   |                          |                          |  |  |                    |                    |
|  | Schotland               | 0                       |            |   |                          |                          |  |  |                    |                    |
|  | Schotland               | 0                       | Denemarken | 3 |                          |                          |  |  |                    |                    |
|  |                         |                         | Denemarken | 3 |                          |                          |  |  |                    |                    |
|  |                         | Engeland                | 2          |   |                          |                          |  |  |                    |                    |
|  | Engeland                | Engeland                | 2          | 3 |                          |                          |  |  |                    |                    |
|  | Engeland                |                         |            | 3 |                          |                          |  |  |                    |                    |
|  | Oekraïne                | 1                       |            |   |                          |                          |  |  |                    |                    |
|  | Oekraïne                | 1                       | Denemarken | 0 |                          |                          |  |  |                    |                    |
|  |                         |                         | Denemarken | 0 |                          |                          |  |  |                    |                    |
|  |                         | Duitsland               | 3          |   |                          |                          |  |  |                    |                    |
|  | Nederland               | Duitsland               | 3          | 0 |                          |                          |  |  |                    |                    |
|  | Nederland               |                         |            | 0 |                          |                          |  |  |                    |                    |
|  | Rusland                 | 3                       |            |   |                          |                          |  |  |                    |                    |
|  | Rusland                 | 3                       | Rusland    | 1 |                          |                          |  |  |                    |                    |
|  |                         |                         | Rusland    | 1 |                          |                          |  |  |                    |                    |
|  |                         | Duitsland               | 3          |   |                          |                          |  |  |                    |                    |
|  | Frankrijk               | Duitsland               | 3          | 0 |                          |                          |  |  |                    |                    |
|  | Frankrijk               |                         |            | 0 |                          |                          |  |  |                    |                    |
|  | Duitsland               | 3                       |            |   |                          |                          |  |  |                    |                    |
|  | Duitsland               | 3                       |            |   |                          |                          |  |  |                    |                    |

Karlskrona 1972 · 
Wenen 1974 · 
Dublin 1976 · 
Preston 1978 · 
Groningen 1980 · 
Böblingen 1982 · 
Preston 1984 · 
Uppsala 1986 · 
Kristiansand 1988 · 
Moskou 1990 · 
Glasgow 1992 · 
Den Bosch 1994 · 
Herning 1996 · 
Sofia 1998 · 
Glasgow 2000 · 
Malmö 2002 · 
Genève 2004 · 
Den Bosch 2006 · 
Herning 2008 · 
Liverpool 2009 · 
Amsterdam 2011 · 
Ramenskoje 2013 ·
Leuven 2015